# مگنتون بور
مگنتون بور (نماد μB) در فیزیک اتمی، یک ثابت فیزیکی و یکای طبیعی برای گشتاور مغناطیسی یک الکترون است که از تکانه زاویه‌ای مداری یا از تکانه زاویه‌ای اسپین ناشی می‌شود.
مگنتون بور در دستگاه بین‌المللی یکاها (SI) به این صورت تعریف می‌شود:
{\displaystyle \mu _{\mathrm {B} }={\frac {e\hbar }{2m_{\mathrm {e} }}}}
و در دستگاه یکاهای گاوسی سانتیمتر-گرم-ثانیه به صورت :
{\displaystyle \mu _{\mathrm {B} }={\frac {e\hbar }{2m_{\mathrm {e} }c}}}
که
e بار بنیادی است،ħ ثابت پلانک کاهش‌یافته است،
me جرم سکون الکترون است و
c سرعت نور است.
گشتاور مغناطیسی الکترون، که گشتاور مغناطیسی اسپین ذاتی آن است، تقریباً برابر با ۱ مگنتون بور است.
| دستگاه یکاها | مقدار                 | یکا                                                 |
| ------------ | --------------------- | --------------------------------------------------- |
| SI           | ۹٫۲۷۴۰۰۹۶۸(۲۰)×۱۰−۲۴  | J·T−1                                               |
| CGS          | ۹٫۲۷۴۰۰۹۶۸(۲۰)×۱۰−۲۱  | Erg·G−1                                             |
| eV           | ۵٫۷۸۸۳۸۱۸۰۶۶(۳۸)×۱۰−۵ | eV·T−1                                              |
| یکاهای اتمی  | ۱⁄۲                   | {\displaystyle {\frac {e\hbar }{m_{\mathrm {e} }}}} |

## تاریخچه
ایده آهنرباهای بنیادی برآمده از والتر ریتز و پییر ویس است. پیش از مطرح شدن مدل اتمی رادرفورد، بسیاری از نظریه‌پردازان ابراز کرده بودند که مگنتون باید با ثابت پلانک h مرتبط باشد. با این فرضیه که نسبت انرژی جنبشی به بسامد مداری الکترون باید برابر با h باشد،ریچارد گانس در سپتامبر ۱۹۱۱ مقداری را برای آن محاسبه نمود که دوبرابر مگنتون بور بود. در نخستینکنفرانس سلوی در نوامبر همان سال، پل لانژون نیز مضربی از آن را به دست آورد. فیزیکدان رومانیایی، اشتفان پروکوپیو توانست گشتاور مغناطیسی الکترون را در سال ۱۹۱۱ محاسبه‌کند. در متون علمی رومانیایی گاهی از مقدار آن با نام مگنتون بور-پروکوپیو یاد می‌شود.
مگنتون بور برابر با گشتاور دوقطبی مغناطیسی یک الکترون در حال حرکت مداری با تکانه زاویه‌ای مداری برابر یک ħ است. طبق مدل بور، این حالت پایه است یعنی حالت مربوط به پایین‌ترین انرژی ممکن. در تابستان ۱۹۱۳، این مقدار به طور طبیعی در نتیجه مدل اتمی او به دست آمد. همین نتیجه به طور جداگانه‌ای توسط پروکوپیو با استفاده را نظریه کوانتومی ماکس پلانک در سال ۱۹۱۱ ارائه شده‌بود. در سال ۱۹۲۰ ولفگانگ پاولی نام مگنتون بور را برای آن گذاشت تا آن را مگنتون به دست آمده از طریق تجربی که به آن مگنتون ویس می‌گفت، متمایز سازد
اگرچه تکانه زاویه‌ای یک الکترون  ۱/۲ħ است، گشتاور مغناطیسی ذاتی الکترون ناشی از اسپین آن تقریباً برابر با ۱ مگنتون بور است. فاکتور جی الکترون تقریباً برابر ۲ است.